# Mayarí
Mayarí város és körzet Kuba délkeleti részén Holguín tartományban.

## Földrajz
A Mayarí körzethez a következő településrészek (barrio) tartoznak: Barajagua, Cabonico, Cajimaya, Chavaleta Norte, Chavaleta Sur, Guayabo, Juan Vicente, Mateo Sánchez, Punta de Tabaco, Río Frío, Sae-Tía, San Gregario Norte, San Gregorio Sur and Santa Isabel. A körzet része volt Birán is – Fidel Castro és Raúl Castro szülőhelye – az 1976-os közigazgatási reformig, amikor Cueto körzethez  csatolták.

## Története
1757. május 9-én a mai város közelében az El Cocal nevű térségben egy kápolnát építettek Nazianzi Szent Gergely (San Gregorio Nacianceno) tiszteletére. 1786-ban plébániai rangot kapott és 1793-ban költözött a mai helyére. Az első templom még fából épült. 1827-ben 112 házban 667 fő élt Mayaríban. Az 1846-os népszámlálás szerint 660 fő élt a városban: 239 fehér, 421 színes bőrű, közülük 110 rabszolga volt. 1858-ban tették le az új kőtemplom alapjait. Tornyait 1882-ben kezdték újjáépíteni és 1887-re készültek el az új tornyok.
1878. november 4-én alakult meg a városi tanács, az első polgármester Juan Grau y Prat lett. 1881. január 27-től madridi rendelkezés alapján engedélyezték a városban a vegyes házasságokat a fehérek és színesbőrűek közt. 1889-ben a városnak 8087 lakosa volt. Az El Parque Central Arcadio Leyte Vidal 1899-ben épült Binguwlow amerikai katonai parancsnok kezdeményezésére a Mastrapa Leyte Vidal család földjén.
A várost alapító és legrégebbi családok vezetéknevei között gyakori a V-vel kezdő név: Villoldo, Vinardell, Villoch, Visiedo, Vila, Vega, Viña, Villa, Villasana, Valenzuela.
Az amerikai United Fruit Company 1907-ben építette a Preston cukorgyárat. A megnövekedett munkaerő hiány hatására a kormány engedélyezte haiti és jamaicai bevándorlók mezőgazdasági munkára való betelepítését.
Az első mozifilmvetítés 1910-ben volt. 1914-ben nyitották meg a Presilla Színházat. 1936. május 20-án nyílt meg az első nyilvános könyvtár a városban.
1942-ben állami segítséggel felépült a Nicaro nikkelgyár.
1976. július 3-án új közigazgatási beosztás került bevezetésre, melynek következtében a Mayarí körzet elvesztette területe egy részét.

## Látnivalók
- Sierra Cristal Nemzeti Park (Parque Nacional Sierra Cristal) – Mayarí és Sagua de Tánamo körzet területén található
- Cayo Saetía korallzátony Mayarí körzet partjánál a Nipe-öböl (Bahía de Nipe) és az Atlanti-óceán között.
- Nazianzi Szent Gergely-templom

## A kultúrában
Compay Segundo 1940-es évekbeli "Voy para Mayarí (Mayaríba megyek)" című dalában szerepel a város. Ugyancsak Segundo 1984-es "Chan Chan" című dalában van utalás az 1940-es dalra és a városra. A Chan Chan-t eredetileg a Buena Vista Social Club adta elő. Eliades Ochoa "Las Mujeres de Mayarí" című dala is említi a várost.

## Híres emberek
- Arcadio Leyte-Vidal Delgado, a függetlenségi háború tábornoka
- Antonio León de León, költő
- Frank Fernández Tamayo (1944) zongoraművész, zeneszerző, zenetanár
- Eider Batista (1981) evezős, olimpikon (2008)
- Ismaray Marrero (1982) evezős, olimpikon (2004, 2008)
- Narciso Simet, vívó